# Jon Metzger

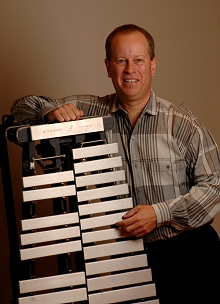
Jon Metzger

Jon Frederick Metzger (* 30. Juli 1959 in Washington, D.C.) ist ein US-amerikanischer Jazzmusiker (Vibraphon) und Komponist.
Metzger erwarb 1981 den Bachelor, 1994 den Master of Music an der Corolina School of the Arts. Im Rahmen des Programms Arts America der US Information Agency tourte er im Nahen und Mittleren Osten, Afrika und Mittelamerika, ferner veröffentlichte er eine Reihe von Alben unter eigenem Namen wie While We're Young, The Spinner und My Lady; an seinem Album Out of the Dark wirkten Fred Hersch (Piano), Marc Johnson (Bass) und Joey Baron (Schlagzeug) mit. 1985 erhielt er ein Stipendium des National Endowment for the Arts; ferner wurde er für seine Kompositionen von der American Society of Composers und mit dem Publishers Popular Award geehrt. Im Bereich des Jazz war er von 1985 bis 2012 an 18 Aufnahmesessions beteiligt, u. a. mit Ronnie Wells, Ron Elliston, dem John Brown Jazz Orchestra (mit Cyrus Chestnut, Brad Leali, Vincent Gardner und Herlin Riley) und dem NC Jazz Repertory Orchestra (Benny Goodman Swing Collection). Metzger unterrichtete an Berklee College of Music, an der University of North Texas, University of North Florida und am CAL Arts. Er schrieb das Buch The Art and Language of Jazz Vibes.
Er ist Professor of Music an der Elon University.